# Aleh Łapkouski
Aleh Michajławicz Łapkouski (biał. Алег Міхайлавіч Лапкоўскі, ros. Олег Михайлович Лапковский, Oleg Michajłowicz Łapkowski) – białoruski polityk, deputowany do Rady Najwyższej Republiki Białorusi XIII kadencji, w latach 1996–2000 deputowany do Izby Reprezentantów Zgromadzenia Narodowego Republiki Białorusi I kadencji.

## Życiorys
W 1995 roku mieszkał w osiedlu typu miejskiego Widze w rejonie brasławskim. Pracował jako dyrektor Widzowskiej Szkoły Zawodowo-Technicznej Nr 169. W drugiej turze wyborów parlamentarnych 28 maja 1995 roku został wybrany na deputowanego do Rady Najwyższej Republiki Białorusi XIII kadencji z brasławskiego okręgu wyborczego nr 40. 9 stycznia 1996 roku został zaprzysiężony na deputowanego. Od 23 stycznia pełnił w niej funkcję członka Stałej Komisji ds. Polityki Socjalnej i Pracy. Był przewodniczącym Podkomisji ds. Weteranów i Inwalidów. Był bezpartyjny, należał do frakcji agrariuszy. Od 3 czerwca był członkiem grupy roboczej Rady Najwyższej ds. współpracy z Bundestagiem Republiki Federalnej Niemiec. Poparł dokonaną przez prezydenta Alaksandra Łukaszenkę kontrowersyjną i częściowo nieuznaną międzynarodowo zmianę konstytucji. 27 listopada 1996 roku przestał uczestniczyć w pracach Rady Najwyższej i wszedł w skład utworzonej przez prezydenta Izby Reprezentantów Zgromadzenia Narodowego Republiki Białorusi I kadencji. Zgodnie z Konstytucją Białorusi z 1994 roku jego mandat deputowanego do Rady Najwyższej zakończył się 9 stycznia 2001 roku; kolejne wybory do tego organu jednak nigdy się nie odbyły.